# Fort XIIA Twierdzy Warszawa
Fort XIIA („Lewinów”, „Zacisze”, „Ząbki”) – punkt oporu pierścienia zewnętrznego Twierdzy Warszawa położony na prawym brzegu Wisły, wybudowany w latach 90. XIX wieku. Obecnie nieistniejący. 
Jeszcze w latach 70. XX wieku na terenie ogródków działkowych pomiędzy ul. Łodygową a linią kolejową, znajdowały się dwa półkoliste rowy wypełnione wodą, będące zachowanymi resztkami fosy. Obecnie są już niewidoczne. 